# Revolta lionesa contra a Convenção
A Revolta de Lião contra a Convenção foi um dos fatos que marcaram o período do Terror, durante a Revolução Francesa, sendo parte das Revoltas Federalistas, e que fez daquela cidade palco de selvagens castigos e destruição. A Convenção determinou a completa repressão, que ficou sob comando do ex-padre Joseph Fouché e do ex-palhaço Collot d'Herbois, ao passo que os lioneses estavam sob comando de Louis François Perrin de Précy.
Durou de junho a novembro de 1793, podendo ser dividida em 3 partes: a revolta da cidade, a luta e, finalmente, a repressão. Por seu caráter monarquista é considerado um movimento contra-revolucionário.
Para Stefan Zweig foi "uma das mais sangrentas páginas do livro da Revolução Francesa", e "justamente uma daquelas que se fala menos."

## Chalier: o estopim da revolta

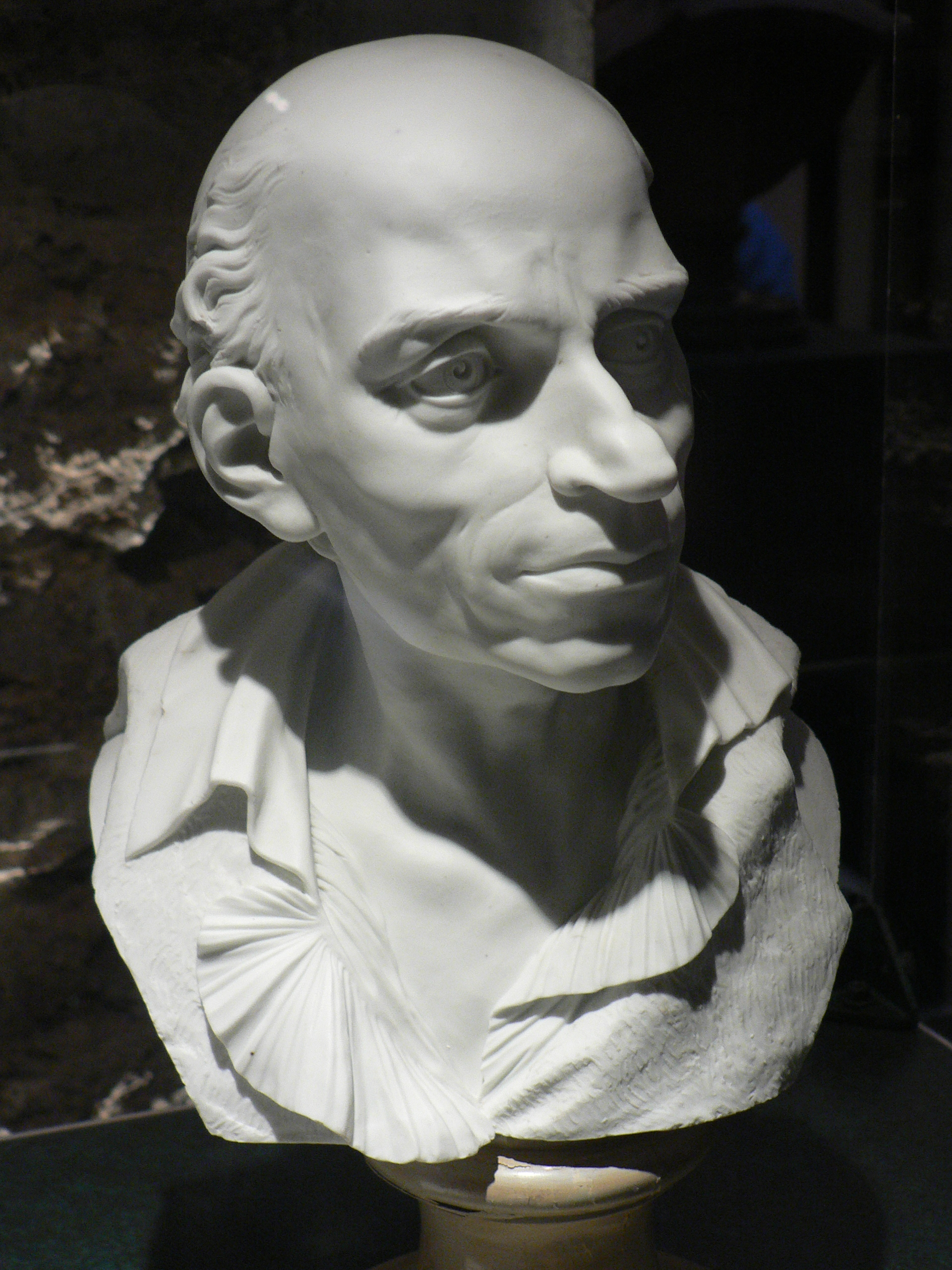
Chalier: louco e apaixonado pela República, sua execução foi o estopim da luta em Lião.

Havia em Lião um ex-padre, fanático revolucionário, chamado Marie Joseph Chalier, leitor doentio das obras de Jean-Jacques Rousseau e que venera como a um deus a Marat, a ponto de lhe decorar os discursos, repetindo-os aos operários lioneses. Quando ocorre a Queda da Bastilha, dela carrega uma das pedras que conduz, a pé e nas mãos limpas, até Lião, numa jornada que dura 6 dias e noites; lá chegando, ergue um altar.
Contra Chalier recai o ódio dos revoltosos de Lião. Logo na primeira sedição da cidade, ele é preso como chefe, embora não passe de um neurótico meio ridículo. Por meio de uma carta forjada, armam-lhe a condenação à morte — uma forma de advertirem os extremistas e de confronto à Convenção.
A Convenção, para salvar seu adepto, envia a Lião vários mensageiros, primeiro prevenindo-a do risco de seus atos, até finalmente ameaçando-a. O Conselho Municipal, contudo, quer demonstrar sua independência — algo que já havia demonstrado quando lhe enviaram uma guilhotina, que jazia enferrujada num depósito: aquela era, pois, uma oportunidade de fazê-la funcionar.
Mas o aparelho mortal, criado para tornar "mais humanas" as execuções capitais, quer pela falta de uso, quer pela inabilidade de seus manejadores, não funciona como devido: por uma, duas, três vezes desce a lâmina sobre o pescoço de Chalier, sem contudo cortá-lo: seu corpo algemado contorce-se, banhado em sangue, até que o carrasco usa um sabre para concluir a decapitação, para horror do povo que a tudo assistia. Este foi o motivo da vingança da Convenção, a causa maior da ordem de destruição daquela cidade que, desrespeitando-a, dera a um seu adepto tratamento tão cruel e infame.
Em Paris a Convenção reage com estrépito à ousadia lionesa: tal insolência deve ser paga com sangue. A cidade, ciosa do que esperar, eclode em franca rebelião: armam tropas, colocam em prontidão suas fortalezas, dispostas a confrontar Paris.

## A República ameaçada
Enfrentavam os revolucionários várias frentes de batalha: a reação das monarquias europeias encetara ataques em frentes diversas; os ingleses haviam tomado Toulon e apreendido o Arsenal e a frota franceses; os prussianos avançavam sobre o Reno e as Ardenas. No plano interno, eclode a revolta da Vendeia. É neste quadro que uma guerra civil surge como a maior ameaça para a jovem república francesa. Apenas um terço do país continua fiel à Convenção.
Lião, apesar de sua formação operária, entrega sua defesa a um general do Rei. Desde agosto, dia e noite, a cidade sofre bombardeios. O general Kellerman, comandante do exército dos Alpes, é enviado e inicia o cerco à cidade, cujos moradores esperava inutilmente um socorro vindo do Piemonte; forçados pela fome a render-se, cerca de 1.500 realistas ainda procuram fugir pela Suíça, mas apenas um décimo deles chegou ao destino. e a 9 de outubro os republicanos tomam de assalto a cidade rebelde, cuja capitulação é aclamada em Paris: os deputados de todos os partidos comemoram, esquecendo suas diferenças pois, com a derrota da segunda maior cidade francesa, e a mais industrializada, salvava-se a República.

## O decreto da Convenção
A 12 de outubro de 1793 o Presidente da Convenção anuncia solenemente o decreto contra Lião:
Artigo I - Será nomeada pela Convenção Nacional, sob apresentação do Comitê de Salvação Pública, uma comissão extraordinária, composta de cinco membros, para fazer punir, e sem demora, os contra-revolucionários de Lião.
Artigo II - Todos os habitantes de Lião serão desarmados. Suas armas serão imediatamente distribuídas aos defensores da República. Uma parte delas será entregue aos patriotas de Lião, que foram oprimidos pelos ricos e pelos contra-revolucionários.
Artigo III - A cidade de Lião será destruída; tudo que tiver servido de habitação aos ricos será posto abaixo, menos a casa do pobre, e as habitações dos patriotas massacrados ou proscritos, os edifícios especialmente usados pela indústria e os monumentos consagrados à humanidade e à instrução pública.
Artigo IV - O nome de Lião será riscado do número das cidades da República. A reunião das casas conservadas intactas terá doravante o nome de Ville Affranchie.
Artigo V - Será levantada sobre as ruínas de Lião, uma coluna, que atestará à posteridade os crimes e o castigo dos realistas desta cidade, com a seguinte inscrição: Lião fez guerra à liberdade. Lião não existe mais! 
Aprovado por unanimidade, cabe a Georges Couthon, amigo de Robespierre, sua execução.

## Benevolência de Couthon

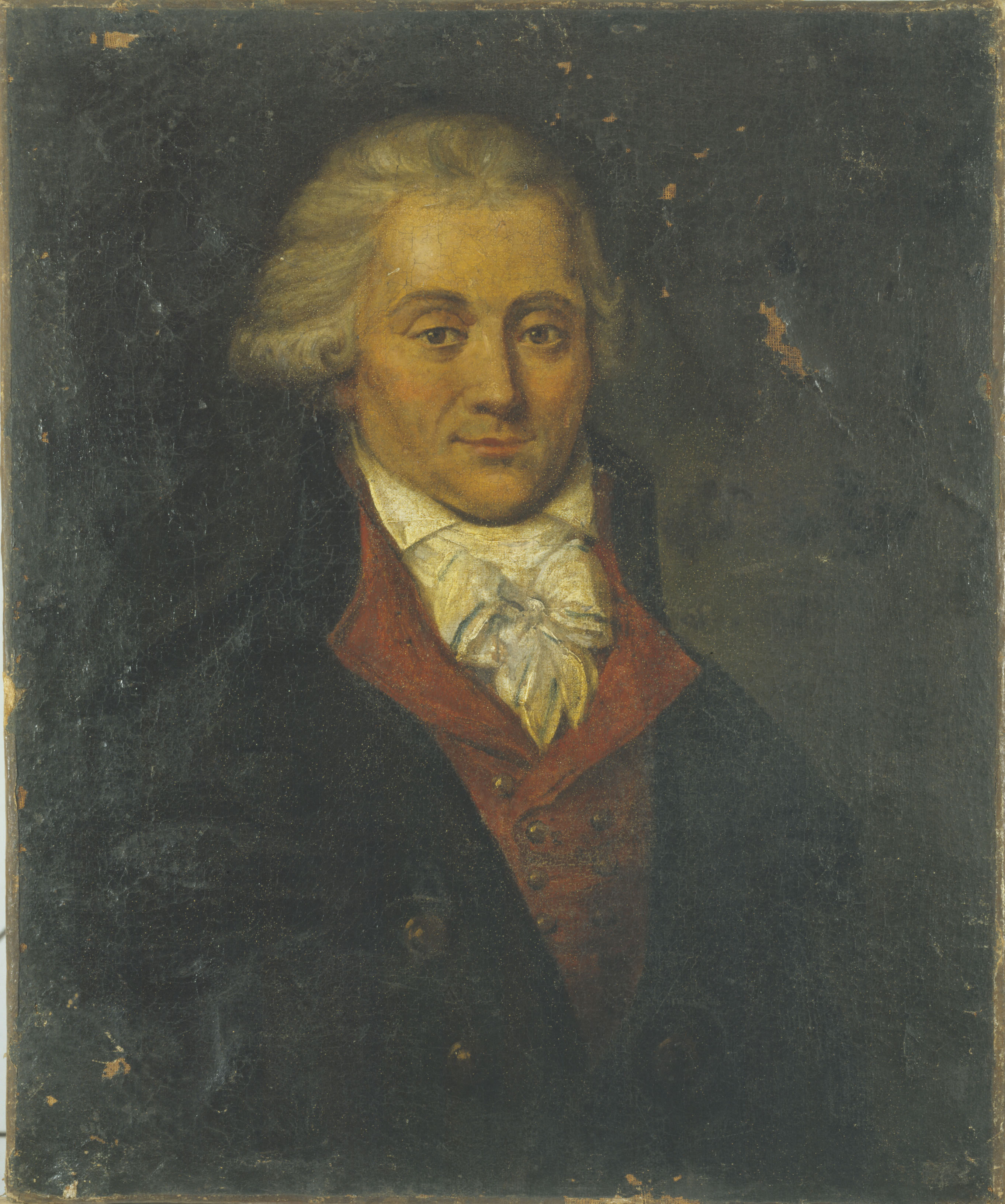
Couthon procurou poupar Lião.

Couthon vê a insensatez do decreto convencional, pois Lião é o centro mais industrializado de França e, dirigindo-se para lá, mantém secreta intenção de poupar a cidade.
Uma vez instalado, procura realizar suas ações antes de modo teatral, do que concreto. Sendo paralítico, é carregado até a praça principal, onde designa simbolicamente, batendo nelas com um martelo de prata, aquelas que deverão ser demolidas, e anuncia a constituição do tribunal que se encarregará de executar a vingança.
Isto, num primeiro momento, agrada aos exaltados espíritos que exigiam o cumprimento do decreto. Mas, alegando a falta de operários, contrata crianças e mulheres para as demolições e estes realizam raras derrubadas. Pronunciava Couthon, diante da casa à qual dera com o martelo a "sentença": "la loi te frappe", ao que se seguia a demolição. Mas o fazia com extrema negligência.
Os partidários do Terror reagem. Enviam a Paris o crânio ainda banhado em sangue de Chalier, que sob aclamação pomposa é apresentado na Convenção e, depois, fica exposto ao público em Notre-Dame.
Sob a pressão então exercida, os novos carrascos da cidade são nomeados: Collot d'Herbois, um comediante que, reza a lenda, fora vaiado em Lião, e o procônsul Fouché, famoso como jacobino ultraterrorista, embora acostumado ao derramamento de sangue, era contudo avesso a ele.

## As honras a Chalier
Os dois verdugos de Lião chegam, finalmente, à cidade derrotada (d'Herbois no dia 7, Fouché a 10 de novembro). Em homenagem ao "mártir" republicano Chalier realizam um cortejo fúnebre, diante do qual seguia um jumento devidamente caracterizado como prelado católico, levando sobre a cabeça uma mitra e, ainda, uma bíblia e um crucifixo amarrados à cauda.
É uma "missa negra" celebrada em pleno dia que Lião assiste; naquele dia, às oito horas da manhã, todas as igrejas tiveram seus altares despojados de cruzes. O cortejo fúnebre se dirige à Praça dos Terreaux. Quatro membros do Clube dos Jacobinos levavam, a um andor, o busto de Chalier, imerso em flores, e uma urna com suas cinzas seguia ao lado de uma gaiola com um pombo a "consolá-lo".
Na praça foi erguido um altar, sobre o qual colocaram o busto e as cinzas do homenageado. A Bíblia é destruída, e tem início a exaltação a Chalier: dieu sauveur mort pour le peuple! - o deus salvador que morreu pelo povo.
Primeiro discursa d'Herbois, em seguida Fouché: "Chalier! Chalier! Nós juramos sobre a tua imagem sagrada vingar o teu suplício. Sim, o sangue dos aristocratas te servirá de incenso". O terceiro delegado limita-se a beija a testa do busto e a gritar: "Morte aos aristocratas!".
O busto é levado para dentro da igreja e colocado num altar, onde antes havia o Cristo; uma fogueira arde na praça, alimentada por vestes sacerdotais, livros e missais, hóstias e outros objetos sacros. Depois desta pantamima inicial os três procônsules se encerram por vários dias, numa casa afastada. Não recebem ninguém, muito menos pedidos de clemência; criam um tribunal revolucionário e escrevem à Convenção, narrando o que projetam:
Nós prosseguiremos nossa missão com a energia de republicanos, que têm o sentimento profundo do seu caráter; não desceremos da altura em que o povo nos colocou para nos ocuparmos dos miseráveis interesses de alguns homens, mais ou menos culpados perante a Pátria (…) ?Convencidos de que só é inocente nesta infame cidade aquele que foi oprimido e carregado de algemas pelos assassinos do povo, nós desconfiamos das lágrimas de arrependimento; nada poderá desarmar nossa severidade."

## O terror em Lião

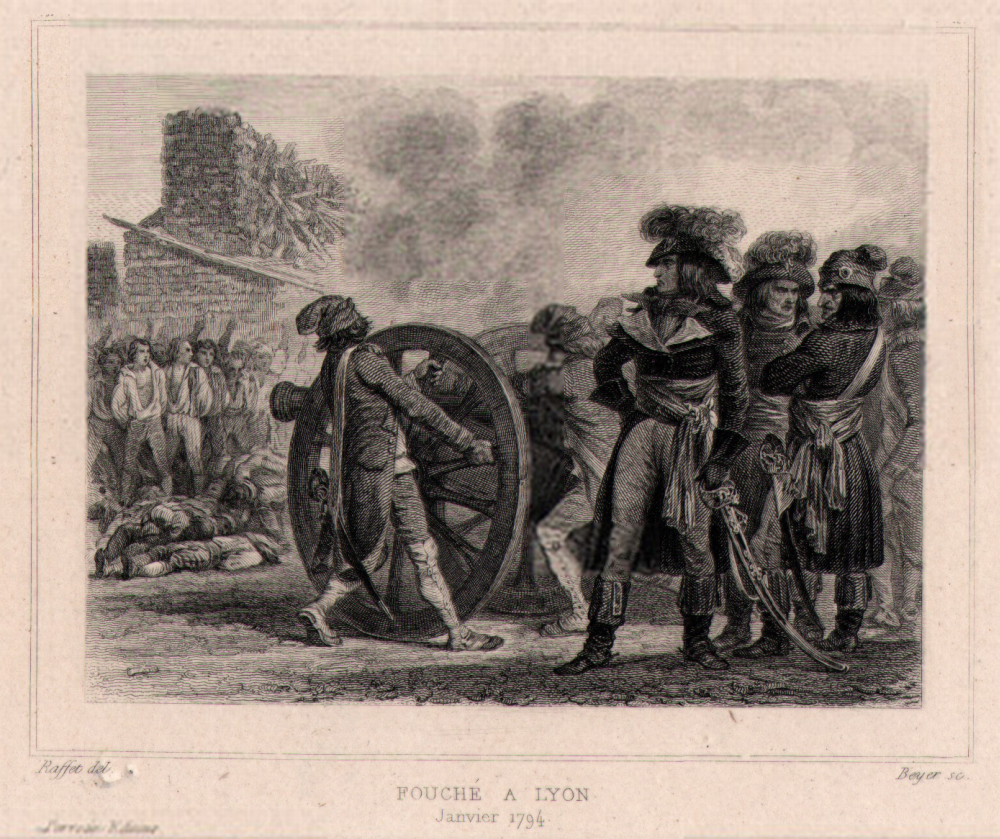
O Metralhador de Lião agindo.

A vingança teve início efetivo em dezembro. Como as demolições são lentas, mandam explodir as casas. No dia 4 ocorrem as primeiras execuções: 69 jovens são amarrados aos pares e colocados ao lado de dois fossos então apressadamente abertos, com canhões dispostos a cerca de passos das vítimas, dispostas em grupos ao lado dos buracos. Os canhões disparam contra os moços, que não morrem todos com a descarga: uns são mutilados, outros exibem as vísceras; a uma nova ordem os soldados avançam sobre o grupo e desfere os golpes de misericórdia, e se lhes permite fiquem com os despojos (roupas, sapatos, acessórios): foi a primeira metralha idealizada por Fouché, que passaria à história como o Metralhador de Lião.
Após o massacre inicial, a 5 de dezembro Fouché expede uma proclamação, onde se lê: "Os representantes do povo ficaram impassíveis no cumprimento da missão que lhes foi confiada; o povo lhe pôs na mão o raio da vingança; e eles só abandonarão sua missão quando todos os inimigos forem fulminados".
Naquele mesmo dia uma segunda leva, desta feita com 210 prisioneiros, foi metralhada. Mas, ao invés de um fosso e do golpe de misericórdia os feridos e cadáveres são despidos e lançados ao Ródano; Fouché considera a providência ideal, pois os corpos deverão flutuar até dando aos habitantes de suas duas margens a imagem do poder do povo, que representa, e mais: devem chegar até a embocadura, sob as muralhas de Toulon, às vistas dos ingleses que ali se instalaram.
E, quando Toulon é reconquistada, para comemorar mais 200 rebeldes são levados à boca dos canhões. Ninguém é poupado e, quando duas mulheres pedem com insistência perdão para os maridos, são levadas à guilhotina.
Ao todo foram cerca de 1 600 execuções. Também foram derribados os mais belos prédios, iniciados ainda sob Luís XIV, ou obras de um discípulo de Mansard. Palácios os mais belos são postos ao chão; buscas são efetuadas, a fim de descobrir fugitivos. As lojas são saqueadas e bens de valor apreendidos — enquanto Collot e Fouché permanecem distantes, trancados na casa em que se instalaram.
Diante desse quadro, apesar do enorme risco, alguns cidadãos vão a Paris pedir clemência para a cidade. À notícia dessa missão, Collot d'Herbois segue para a capital, a fim de defender suas ações: "Fizemos fulminar duzentos de uma só vez; e dizem que cometemos um crime! Não sabem ainda que isso é uma prova de bom coração. Quando se guilhotinam vinte culpados, o último executado morre vinte vezes, enquanto esses duzentos conspiradores morreram simultaneamente", explica. Naquele dia os restos de Chalier são gloriosamente depositados no Panteão, e os atos de Fouchet e Collot aprovados.
Mesmo na ausência do parceiro, Fouché continua as execuções e demolições, até que pressente que os dias do Diretório estão se acabando e, a 6 de fevereiro de 1794 encerra as metralhas, reduzindo drasticamente a guilhotina a uma ou duas execuções diárias. Em Paris Robespierre aumenta seu poder, e a 12 Germinal consegue do Comitê de Salvação Pública ordene que Fouché vá a Paris prestar contas de seus excessos em Lião.
A cidade pagara o preço por sua rebeldia.